# Sav
 "Fukssvans" omdirigeres hertil. For filmen, se Fukssvansen.
En sav er et værktøj, man kan skære ting over eller igennem med. Har oftest et håndtag, men kan have flere. Der findes flere savtyper med forskellige anvendelsesområder.
Saven er ingen ny opfindelse, men mange træsmede har været længe om at tage den i brug – i hvert fald i større udstrækning. Der findes – eller fandtes indtil for få år siden – fx norske tømrere der ikke ville have med den at gøre, men i stedet klarede sig med økse og skarøkse. I bogen "Hantverk i Sverige" anføres, at saven først kom i almen brug ved husbyggeri der i landet omkring 1870. Det er ikke kun krukkeri, for træet har utvivlsomt bedre af at blive flækket på sine egne betingelser frem for at blive skåret uden respekt for spalteretningen med en sav, men håndværksmæssigt har en vis faglig stolthed sikkert også gjort sig gældende. Det at træet hellere vil flækkes med økse end saves, kendte de gamle skibstømrere til, men metoden med at spejlkløve store egekævler er besværlig – og frem for alt dyr – så den anvendes kun, så vidt vides, hvor det drejer sig om rekonstruktion af gamle bådtyper.
Hvor gammel en opfindelse saven er, er ikke klarlagt.

## Oldtidssave
Klart nok peger Goodman på, at de svære, savtakkede flintredskaber ikke er velegnede som egentlige save. Sådanne må simpelthen 
fremstilles i metal – i hvert fald hvis de skal skære igennem materialet.  Det forhindrer imidlertid ikke, at man har kunnet skære spor i fx ben og hjortetak med en svær, savtakket flintekniv. Det samme kan være tilfældet med bronzealdersaven.
Kobbersave kendes fra Egypten (18. dynasti, ca 1480 f. Kr.) – bl.a. en henved 50 cm lang fukssvans, dog kun tandet på den yderste halvdel. Goodman nævner, at det var den typiske håndsav i omkring 2000 år. Fordi kobber er et temmelig blødt materiale, er savene træksave. Først med indførelsen af jern (stål) blev det muligt at vende tænderne fremefter; medmindre savbladet er sat i en særlig stilling, hvad der er et eksempel på fra Schweiz. En sav fra Sibirien (6.-3. årh. f. Kr.) ligner i høj grad en moderne japansk sav, som er en træksav.

## Savtyper og savnavne
Åbenbart gælder det for saven som for så meget andet værktøj: Allerede fra den første begyndelse er de nu kendte typer blevet udviklet. Fra bronzealderen kender man eksempler på stiksav, fukssvans, armsav, skovsav og gravsav. Ud fra disse få typer er vokset alle de andre, der blot er variationer over kendte temaer. Løvsav (dekupørsav) er vel et af de få eksempler på save, der er blevet udviklet i den mellemliggende tid. Først med mekaniseringen, ja vel i grunden ikke før industrialiseringen satte ind, kom der nye typer til: båndsav og rundsav og i allernyeste tid de elektriske håndsave.
Gulvsav er en særlig form for sav der bruges af brandfolk til at bryde gennem et trægulv for at slukke brand i etagemellemrum.
Armsav, bu(g)sav, buesav, (dialekt, Falster), rammesav, stelsav, stillesav, stillingssav, gennemskæringssav, kapsav, håndsav, håndværkersav, slidssav, stødsav, snedkersav, sinksav, tømmersav, kapsav, fodsav, tømrersav, brændesav, håndsav, børnesav, drengesav, lærersav, sløjdsav, rygsav, finersav, grindsag (norsk) og muligvis bomsav (fynsk dialekt).
Den smalle svejfsav er en armsav, men står her i modsætning til den almindelige bredsav. Den "klassiske" stillingssav, der i forskellig størrelse og med forskelligt udformede tænder er blevet brugt – men som nu kun til dels bruges – af træsmede. Tænderne kan være ret- eller krydsfilede, de kan være grove eller fine, ligesom vinklen i forhold til savryggen kan variere efter formålet. Klingelængden kan variere fra ca 400 mm på børnesaven til omtrent det dobbelte på en grov brændesav.
Armsavens bestanddele er en ramme, (sav)stillingen, (sav)ramme, -stel, gestel eller armstilling, bestående af to arme, og en bom (bjælke, midterstang), der sidder fastgjort midt mellem armene. Ifølge Håndbog for Snedkere kaldes den øverste del af armene snorstykke, og den nederste håndstykke. Nederst på armene er savbladet ved hjælp af to (sav)angler fastgjort til et par krykker (der også kaldes kryk, knibe, knag(e), horn, (sav)skrue, knap eller savknap). Jf. Kaj Bom (Dialektforskningsinstituttet), har ordet dølle samme betydning, hvis den sidder i en brændesav. Savbladet spændes ved hjælp af en spændesnor, savsnor og en stillepind (spillemand, spænd(e)pind eller spænd(e)stok). Sinksaven har en klingelængde på ca 500 mm og ca 10 tænder pr tomme.
Håndværkersav er hvad CFP (1987) kalder en armsav med klingelængde på 750–800 mm og 3½-5 tænder pr tomme.
Fordelen ved armsaven er, at bladet kan drejes i forhold til bommen, så denne kan gå langs siden af arbejdsstykket, og således at den, der saver, har frit udsyn til snittet.
En armsav kaldes også en rammesav eller snedkersav. Udført i børnestørrelse, hvilket var almindeligt i tidligere tiders sløjdsale, hed den en sløjdsav. Lidt sproglig forvirring har kunnet opstå, fordi udtryk er brugt forskelligt, så selv om en rammesav mest er blevet brugt som betegnelse for en håndsav, er ordet også blevet anvendt om bloksave til opskæring af træstammer i planker, idet savbladet er opspændt i en firkantet savramme.

## Udlægning af savens tænder
Savtænderne skal "lægges ud" – dvs. at de skal gøre savsporet lidt bredere end klingen, for at saven ikke skal sætte sig fast i emnet. Hver anden tand skal til én side og hver anden til den anden side. Jo grovere tænderne er, jo mere skal de lægges ud.
Det gøres med en savudlæggertang, der undertiden spøgefuldt har kaldtes en savødelægger.

## Metalsave
Nedstryger, nedstrygerbue, nedstrygerhåndtag, og nedstrygersav også kaldt buefil.
Metalsave, typisk udformet som buesav forsynet med et vandret eller lodret greb i den ene ende af buen. Tænderne er ganske små, og kun en ganske smal stribe langs tandsiden er hærdet, for at klingen ikke skal springe. Førhen brugte man klinger, der var tykkest i tandsiden og smallest i ryggen, hvorved man undgik at lægge de små tænder ud. Problemet kan klares ved at ondulere klingen, gøre den lidt bølget i tandsiden.
Der findes nedstrygerhåndtag, hvori kan monteres en ordinær nedstrygerklinge eller en stiksavformet klinge. Der er to muligheder for montering af klingen, enten i "revolverform" eller parallelt med klingen. Det er muligvis denne, der bærer navnet lommesav.